# Юэфу
Юэфу (кит. трад. 樂府, упр. 乐府, пиньинь yuèfǔ, буквально: «музыкальная палата») — жанр традиционной китайской лирической поэзии, возникший в эпоху Хань (206 до н. э. — 220 н. э.) под влиянием придворной «Музыкальной Палаты».

## Описание
Сохранилось несколько сот текстов юэфу, музыка утрачена. По традиции делятся на юэфу эпохи Хань, северные и южные юэфу эпохи Шести династий (IV—VI вв.), которые значительно различаются между собой. Юэфу эпохи Хань посвящены темам любви, краткости жизни, невзгод в судьбах народа и войны. Южным юэфу присуща любовная тематика, их слог цветист, для них характерны омонимические метафоры. На северные юэфу повлияло народное творчество захвативших Северный Китай кочевников, поэтому для них наиболее характерна тема войны. Ярким примером северных юэфу является «Песнь о Мулань». Образцовыми произведениями жанра юэфу стали также «Туты на меже» (кит. упр. 陌上桑) и «Разлетятся павлины к востоку и югу» (кит. упр. 孔雀东南飞).
По форме они разнообразны, хотя чаще всего стихи юэфу пятисложны (несмотря на то, что для того времени более характерны четырёхсложные стихи).
Юэфу заложили основу для более позднего жанра гуши. Также более поздние поэты, включая таких мастеров, как Ли Бо, Бо Цзюйи, Цао Цао, Цао Пэй, Цао Чжи, Лу Цзи, Бао Чжао, Ду Фу, Ли Хэ, Вэнь Тинъюнь и других, возвращались временами к собственно жанру юэфу, подражали ему.

## В музыке
- Тищенко, Борис Иванович. «Юэфу», 4 хора на древние китайские юэфу (соч. 14, 1959).